# Sicameira bengalensis
Sicameira bengalensis är en kräftdjursart. Sicameira bengalensis ingår i släktet Sicameira och familjen Ameiridae. Inga underarter finns listade i Catalogue of Life.